# Linia kolejowa Kurowskaja – Oriechowo-Zujewo
Linia kolejowa Kurowskaja – Oriechowo-Zujewo – linia kolejowa w Rosji łącząca stację Kurowskaja ze stacją Oriechowo-Zujewo. Jest to fragment Wielkiego Pierścienia Kolei Moskiewskiej, będącego kolejową obwodnicą Moskwy. 
Zarządzana jest przez region moskiewsko-kurski, za wyjątkiem stacji Dawydowo, należącej do regionu moskiewsko-riazańskiego. Oba te regiony są częścią Kolei Moskiewskiej, wchodzącej w skład Kolei Rosyjskich. 
Linia położona jest w obwodzie moskiewskim. Na całej długości jest zelektryfikowana i dwutorowa.

## Historia
Linia powstała w Imperium Rosyjskim i jest najstarszym fragmentem Wielkiego Pierścienia Kolei Moskiewskiej. Następnie leżała w Związku Sowieckim .Od 1991 linia położona jest w Rosji.